# Rym wewnętrzny
Rym wewnętrzny – współbrzmienie, które łączy słowa stojące nie w klauzulach, ale wewnątrz jednego wersu lub kilku linijek.
Rymy wewnętrzne i wewnętrzno-zewnętrzne występują w wierszu Bolesław Leśmian Zielony dzban:
Wybiła godzina - wiosna się zaczyna,
Z chaty poprzez kwiaty wybiega dziewczyna,
Dzban zielony, pełen wody,
Niesie zmarłym dla ochłody
W skwar śmiertelnej niepogody,
Co w proch wargi ścina.
Znanym przykładem zastosowania rymów wewnętrznych jest wiersz Vitězslava Nezvala Smuteční hrana za Otokara Březinu. W pierwszej zwrotce tego napisanego ściśle jambicznym aleksandrynem utworu rymują się w średniówce i klauzuli słowa:
duch kruh
Bůh Katedrálu
much stuh
bez předtuch Grálu